# Villa Park, Kalifornien
Villa Park är en stad (city) i Orange County, i delstaten Kalifornien, USA. Enligt United States Census Bureau har staden en folkmängd på 5 901 invånare (2011) och en landarea på 5,4 km². Den omges av staden Orange.

## Kända personer
- Freddie Freeman - Basebollspelare